# Гладківський цвинтар (Донецьк)
Гла́дківський цви́нтар — цвинтар у Київському районі Донецька. Заснований у 1934 році . Цвинтар є закритим. 
Гладківський цвинтар відомий також як «5-та дільниця». Він, як і Щегловський цвинтар, вважається одним з найстаріших у місті. Розташований майже в самому центрі міста, обнесено його високим бетонним парканом. Стан цвинтаря дуже занедбаний.
Проїхати до цвинтаря можна від залізничного вокзалу 1-м маршрутом трамвая, або 38 автобусом.